# 橫衝直撞20歲
《横冲直撞20岁》是由腾讯视频出品的中國首部青春探险真人秀。2019年1月13日起每週日晚上8点於腾讯视频播出，並於每週三晚上8点播出特約版。記錄《火箭少女101》的11位女孩孟美岐、吴宣仪、楊超越、段奧娟、Yamy、賴美云、紫宁、Sunnee、李紫婷、傅菁、徐夢潔徒步撒哈拉沙漠、穿越喀尔巴阡山，完成的一场横冲直撞探险。由通过贝尔生存训练营考验的朱炜强擔任野外生存教練，並由《變形計》製作人謝滌葵及其團隊負責製作。

## 播出
| 播出   | 頻道     | 所在地 | 播映日期                  | 播出時間      | 備註           |
| 正式版 | 騰訊視頻 | 中国   | 2019年1月13日起至3月3日止 | 每週日晚上8點 | 會員提前看一集 |
| 特約版 | 騰訊視頻 | 中国   | 2019年1月16日起至3月6日止 | 每週三晚上8点 | 會員獨享       |

## 成員
| 姓名             | 年齡 | 沙漠分工     | 森林分工           | 備註                       |
| 孟美岐           | 20歲 | 形象官       | 炊事官             |                            |
| 吴宣仪           | 24歲 | 炊事官       | 前哨官             |                            |
| 楊超越           | 20歲 | 紀錄官       | 炊事官             |                            |
| 段奧娟           | 18歲 | 物資官       | 炊事官助理         |                            |
| Yamy（郭穎）     | 27歲 | 領隊、通訊官 | 紀錄官             |                            |
| 赖美云           | 20歲 | 紀錄官       | 前哨官             |                            |
| 紫宁（张紫宁）   | 22歲 | 醫療官       | 炊事官助理、醫療官 |                            |
| Sunnee（楊芸晴） | 22歲 | 醫療官       | 安全員             |                            |
| 李紫婷           | 18歲 | 物資官       |                    | 因簽證問題無法參加波蘭行程 |
| 傅菁             | 23歲 | 炊事官       | 安全員             |                            |
| 徐夢潔           | 24歲 | 炊事官       | 鏟屎官             |                            |

## 節目內容
| 播出   | 集數 | 播出日期       | 錄製日期                      | 錄製地點                                                 | 標題                                              | 內容簡介 | 備註 |
| 正式版 | 1    | 2019年 1月13日 | 2018年 11月17日、 12月2日-4日 | 上海市甘泉外国语中学、北京首都機場 麥地那市場 撒哈拉沙漠 | 火箭少女101出征撒哈拉！11人全素颜形象大颠覆       | 北京-突尼斯-沙漠入口-第一個營地 分配工作、分組購物、 進入沙漠前最後一餐、 規劃行程、篩選行李、 徒步前往第一個營地。                                                               | |
| 特約版 | 1    | 2019年 1月16日 | 2018年 11月14日、 12月2日-4日 | 北京首都機場 麥地那市場 撒哈拉沙漠                       | 少女们《逆光》超好听，Sunnee神模仿队友《Faded》   | 前往突尼斯、分組購物、 進入沙漠前最後一餐。 | |
| 正式版 | 2    | 2019年 1月20日 | 2018年 12月4日-5日            | 撒哈拉沙漠                                               | 火箭少女101开沙漠烧烤趴，狂欢甩头唱跳《月亮警察》 | 第一個營地-午休地-第二個營地 搭建帳篷、生火做飯、 徒步前往第二個營地、 沙漠跳舞、篝火晚會。                                                                                       | 賴美雲、Sunnee、李紫婷身體不適，分成兩組前往第二個營地。                                                                      |
| 特約版 | 2    | 2019年 1月23日 | 2018年 12月4日-5日            | 撒哈拉沙漠                                               | 火箭少女101爆笑群魔乱舞，杨超越用锅刷牙           | 捕捉蜥蜴、睡前分享、 沙漠跳舞、篝火晚會。 | |
| 正式版 | 3    | 2019年 1月27日 | 2018年 12月6日                | 撒哈拉沙漠                                               | 火箭少女101沙漠途中矛盾爆发，队长意外走失成员急疯 | 第二個營地-午休地-第三個營地 爭執與和好、尋找隊長、 一起到達第三個營地、 新歌編曲、捕捉沙鼠。                                                                                     | 本日任務：第一個到達終點的有獎勵。 最後全員決定一起到達，獲得獎勵一瓶可樂和麵包。                                             |
| 特約版 | 3    | 2019年 1月30日 | 2018年 12月6日                | 撒哈拉沙漠                                               | 火箭少女101真心话大冒险！孟美岐8个字让杨超越笑疯  | 沙漠合唱、新歌編曲、 想家的少女們、真心话大冒险。 | |
| 正式版 | 4    | 2019年 2月3日  | 2018年 12月7日-8日            | 撒哈拉沙漠、 西迪布賽義德(藍白小鎮)                      | 火箭少女101登顶撒哈拉之巅，聊成团心路全员飙泪     | 水井臨時營地-火星山頂-火星營地 互相扶持攀登火星山頂、 抵達火星山頂拿石頭許願、 火星營地獎勵、分享烤餅、 分享成团與在沙漠的心路歷程、 離開撒哈拉。                                 | 沙漠最終任務：攀登火星山頂。 分成三個梯隊攀登，登頂成功獲得在火星營地的食宿獎勵。                                             |
| 特約版 | 4    | 2019年 2月6日  | 2018年 12月7日                | 撒哈拉沙漠                                               | yamy回应与sunnee争吵，杨超越墨镜离奇失踪很暴躁    | 攀登火星山頂、火星營地休息、 分享成团與在沙漠的心路歷程、 後期採訪。 | |
| 正式版 | 5    | 2019年 2月10日 | 2018年 12月8日-11日           | 西迪布賽義德(藍白小鎮) 克拉科夫、扎科帕內小鎮            | 11人开吐槽大会互相爆料，美岐超越烤肉炒菜秀厨艺    | 突尼斯藍白小鎮-波蘭扎科帕內小鎮 逛藍白小鎮、吐槽大会、 離開突尼斯前往波蘭、 入住小木屋、砍柴、做飯、 規劃行程、分配工作、購物、 火箭廚娘大比拼、篩選行李。                        | 紫婷因簽證問題無法繼續旅程。 搜救犬Bricks加入隊伍。                                                                           |
| 特約版 | 5    | 2019年 2月13日 | 2018年 12月8日                | 西迪布賽義德(藍白小鎮)                                   | 火箭少女101睡衣趴！花式私服美呆了                 | 藍白小鎮购物、睡衣趴、 火箭少女101吐槽大会。 | |
| 正式版 | 6    | 2019年 2月17日 | 2018年 12月11日-12日          | 扎科帕內小鎮 喀尔巴阡山脉                                | 火箭少女101进雪林突遇暴风雪，紧急撤离险被困？     | 波蘭扎科帕內小鎮-喀尔巴阡山脉-第一個營地-雪山车站-临时民宿 因行李问题与导演组谈判、 进入雪山、迷路与寻路、 过独木桥、到达第一個營地、 因暴风雪紧急撤离。                          | 原定行程因当地护林员通知有暴风雪而从森林紧急撤离。                                                                            |
| 特約版 | 6    | 2019年 2月20日 | 2018年 12月10日-11日          | 扎科帕內小鎮                                             | 火箭少女101入住童话小屋，爆笑抽签选房间           | 入住小木屋、抽紙牌选房间、 學習基礎雪地常識。 | |
| 正式版 | 7    | 2019年 2月24日 | 2018年 12月12日-13日          | 扎科帕內 喀尔巴阡山脉                                    | 火箭少女101爬雪山兴奋打滚，美岐煮火锅辣哭外国人   | 临时民宿-喀尔巴阡山脉-民宿 到达临时民宿、偶遇小狗、 发现熊的爪印、翻越山脈、 入住民宿、分享第一天填的問題卡。                                                                     | 原定行程因暴风雪影响，原定路线无法行走而更改路线，無法露營改為住民宿。 登山专家Peter加入队伍。 Sunnee因腿伤中途退出本日行程。 |
| 特約版 | 7    | 2019年 2月27日 | 2018年 12月10日-13日          | 扎科帕內小鎮                                             | 火箭少女101自制大餐，sunnee彩虹乒乓球大战外国小哥 | 分配工作、逛街購物、晚餐料理、 裝飾聖誕樹、打乒乓球。 | |
| 正式版 | 8    | 2019年 3月3日  | 2018年 12月14日               | 扎科帕內 海眼湖(Morskie Oko) 萊希山                      | 温暖收官！火箭少女101超燃登顶波兰雪山             | 民宿-喀尔巴阡山脉-海眼湖-萊希山山頂-酒店 楊超越因離開波蘭為團員製作禮物、 最後一天的心情採訪、乘坐馬車、 穿越海眼湖、攀登萊希山、 聖誕派對、"有意義"的禮物、 後期採訪與旅程回憶。 | 楊超越因參加12月15日中國新聞周刊年度人物頒獎典禮先行返回中國。 Sunnee因腿伤退出本日行程。 分成四個梯隊穿越海眼湖。            |
| 特約版 | 8    | 2019年 3月6日  | 2018年 12月13日-14日          | 扎科帕內                                                 | 收官！火箭少女101聊最难忘的瞬间                   | 分享最難忘的瞬間、14天的回憶視頻、 聖誕派對、與幕後人員的互動。 | |

## 榮譽
突尼斯共和國駐華全權大使迪亞·哈立德先生于2019年3月2日突尼斯驻华大使馆“突尼斯之夜”活动，授予腾讯视频、導演谢涤葵和火箭少女101“最佳杰出贡献奖”。

## 歌曲
| 曲序 | 曲目                     |                 | 作曲                                           | 演唱者          |
| ---- | ------------------------ | --------------- | ---------------------------------------------- | --------------- |
| 1.   | 橫衝直撞下一站（主題曲） | 代岳東 / Yamy   | Chelcee Grimes / Stuart Crichton / Mollie King | 火箭少女101     |
| 2.   | 我們（片尾曲）           | 火箭少女101紫寧 | 火箭少女101紫寧                                | 火箭少女101紫寧 |

## 外部連結
- 《横冲直撞20岁》官方微博 （页面存档备份，存于）
- 《横冲直撞20岁》騰訊視頻 （页面存档备份，存于）
- 《横冲直撞20岁特約版》騰訊視頻 （页面存档备份，存于）